# John Canfield Spencer
John Canfield Spencer (Hudson, 8 de janeiro de 1788 – Albany, 17 de maio de 1855) foi um advogado e político norte-americano que fez parte do Gabinete Presidencial durante a presidência de John Tyler.
Spencer formou-se na Faculdade União em 1806 e começou a estudar direito, sendo admitido na profissão em 1809 e começando a praticar direito em Canandaigua, Nova Iorque. Com o começo da Guerra de 1812 ele foi nomeado juiz advogado do Exército dos Estados Unidos. Depois do conflito serviu como chefe dos correios de Canandaigua e depois promotor-geral assistente do estado de Nova Iorque.
Foi eleito para a Câmara dos Representantes pelo Partido Democrata-Republicano em 1817 e servindo até 1819, sem seguida servindo como senador estadual entre 1820 e 1821, depois de 1824 a 1828 e por fim de 1831 até 1832. Depois disso Spencer tornou-se Secretário de Estado de Nova Iorque de 1839 até 1841, quando renunciou para tornar-se Secretário da Guerra dos Estados Unidos sob o presidente Tyler.
Spencer trocou de secretaria em 1843 e passou a atuar como Secretário do Tesouro dos Estados Unidos até renunciar em maio do ano seguinte. Antes disso em janeiro de 1844, Tyler o nomeou para ser um dos Associados de Justiça, porém o Senado negou a confirmação. O presidente o nomeou para a mesma posição novamente em junho e outra vez foi negada. Spencer voltou para Albany, onde morreu em 1855.